# 板橋清掃工場

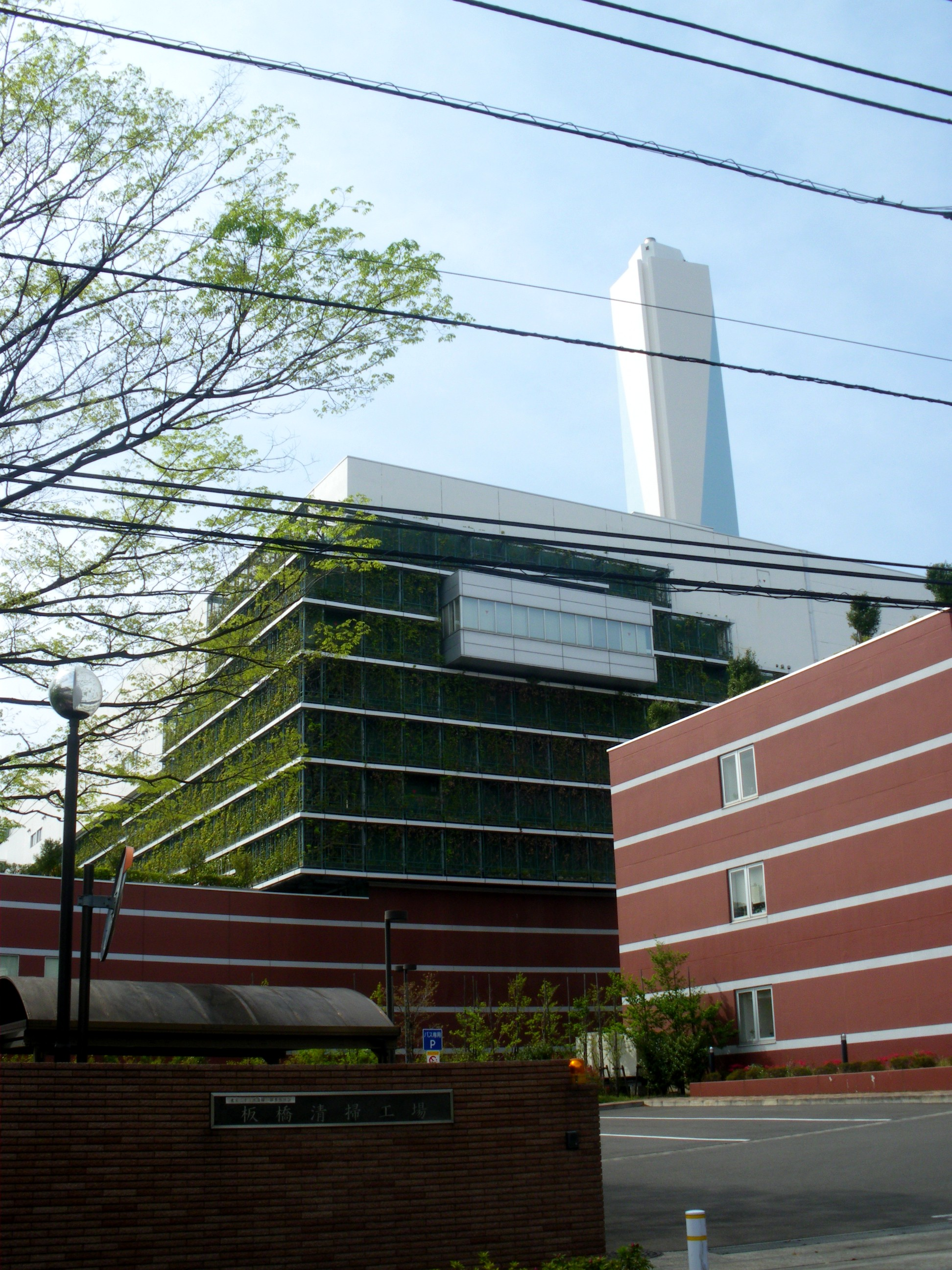
板橋清掃工場

板橋清掃工場（いたばしせいそうこうじょう）は、東京都板橋区高島平9-48-1にある東京二十三区清掃一部事務組合の清掃工場である。

## 概要
現在の板橋清掃工場は3代目となる。1999年に着工、2002年に完成。600トン/日の焼却能力を持つ。建設費298億。新河岸川に隣接する。板橋区高島平温水プール、板橋区立熱帯環境植物館、板橋区高島平ふれあい館、板橋区障害者福祉センター、東京都立板橋特別支援学校に余熱を給熱している。

## 歴史
- 昭和37年10月 - 初代の板橋清掃工場が志村西台町に完成。
- 昭和46年7月 - 2代目工場が着工。
- 昭和49年12月 -　2代目工場が竣工。煙突の高さは130メートル。
- 平成11年12月 - 現在の3代目工場が着工。
- 平成14年11月 - 3代目工場が竣工。

## アクセス
- 都営三田線高島平駅より徒歩10分。